# فيستي
فيستي Vesty ( (بالروسية: Вести)‏ ومعناها "الأخبار") كانت صحيفة يومية إسرائيلية تصدر باللغة الروسية.
كان مقرها في تل أبيب، وكانت الصحيفة الأكثر قراءة باللغة الروسية في إسرائيل وآخر صحيفة يومية متبقية باللغة الروسية.   بدأت الصحيفة في عام 1992 ضمن مجموعة يديعوت أحرونوت، التي لا تزال تملكها.    وكانت تُقرأ على نطاق واسع جدًا في التسعينيات. ومع ذلك تراجعت مبيعاتها، وفي عام 2017 تحولت إلى صحيفة أسبوعية، مع إنشاء موقع على شبكة الإنترنت باللغة الروسية، تابع لموقع واي نت. وفي ديسمبر 2018 توقفت الصحيفة عن إصدار النسخة الورقية. وكان من بين المحررين السابقين للصحيفة المنشق السوفيتي إدوارد كوزنتسوف من عام 1992 إلى عام 1999.

## انتشارها
في عام 1996 بلغ عدد قراءها حوالي 200000 شخص.  ومنذ أواخر التسعينيات، انخفضت مبيعات الصحف الصادرة باللغة الروسية في إسرائيل بشكل حاد مع تباطؤ الهجرة من البلدان الناطقة بالروسية وتحول المهاجرين الذين وصلوا في وقت سابق إلى الصحف العبرية. كما انخفضت مبيعات الصحف الإسرائيلية في جميع المجالات، ويرجع ذلك إلى حد كبير إلى الإنترنت.
وانخفضت مبيعات فيستي بشكل ملحوظ، مما اضطرها إلى اتخاذ تدابير لخفض التكاليف، بما في ذلك التخلي عن تنسيقها السابق للصفحات العريضة إلى تنسيق كومباكت في عام 2004. وفي عام 2005 كان أعلى توزيع لها هو 55000 نسخة.  وقد وظفت 50 صحفيًا في عام 2001. 
في عام 1994 كانت تكلفة الصحيفة 0.60 شيكل (0.20 دولار)، أي ثلث تكلفة الصحيفتين العبريتين يديعوت أحرونوت ومعاريف، مما يعكس ضعف قراءها من المهاجرين نسبياً. 

## المحتوى والمحررون
لدى فيستي موقف تحريري يميني، مثل وسائل الإعلام الإسرائيلية الناطقة بالروسية بشكل عام.   وفي عام 1999، وُصِف بأنه "يميني وسط في عملية السلام، وقريب من الليكود في القضايا الداخلية".   وقد دعمت ناتان شارانسكي في الانتخابات الإسرائيلية عام 1996. 
تقول الأكاديمية الإسرائيلية تمار هورويتز إن الصحيفة، والصحافة الروسية بشكل عام، لعبت دورًا مهمًا في تلك الانتخابات: "كانت فيستي هي التي حددت نجاح نتنياهو في انتخابات عام 1996. وكان صوت حزب العمل غائبًا عن صفحات الصحف الروسية". ولو كان هناك لدى حزب العمل صحيفة تعادل فيستي، لكانت النتائج مختلفة تمامًا. 
في عام 1997 اختار قراء فيستي أفيغدور ليبرمان كـ "سياسي العام".  وعارضت الصحيفة بشدة فك الارتباط عن غزة عام 2005.  وكانت الصحيفة تصدر يوميا ملحقًا حول موضوع مختلف: الصحة، والحياة المنزلية، والرياضة، وما إلى ذلك. 
كان يحرر الصحيفة أحد مؤسسيها، الرافض السوفييتي اليميني إدوارد كوزنتسوف، حتى تم فصله في  1999.  أرجع الكثير من الناس إقالة كوزنتسوف إلى دافع سياسي، على الرغم من أن الصحيفة نفت ذلك.  زفي ذلك الوقت، نشرت جيروزاليم بوست ادعاءات مجهولة بأن كوزنتسوف قد طُرد بسبب انتقاده لحزب "يسرائيل بعالياه " الذي يتزعمه شارانسكي، أو حتى بناءً على طلب الحزب، في حين ذكر منفذ الأخبار الصهيوني الديني آروتس شيفا "أن مستشار إيهود باراك" كان له دور فعال في إقالة كوزنتسوف". واحتج المنتدى الصهيوني والمجموعة اليمينية "أساتذة من أجل إسرائيل القوية" على الإقالة.   وخلفت كوزنتسوف فيرا يديديا، والتي كانت مقدمة برنامج على التلفزيون الإسرائيلي العام. 
ومن بين محرري الصحيفة السابقين كانت يوليا شمالوف - بيركوفيتش، إحدى مؤسسي الصحيفة، انضمت فيما بعد إلى حزب كاديما، وانتخبت في الكنيست في عام 2009.  

### المحررون الرئيسيون
- إدوارد كوزنتسوف (رئيس التحرير 1992-1999)
- ألكسندر فلاديميروفيتش أفربوخ (محرر اقتصادي 1993-2001)
- ألكسندر دوبنسكي (محرر اقتصادي 2002 إلى الوقت الحاضر) [بحاجة لمصدر]
- ايليا نايمارك (رئيس التحرير 1999-2001)
- فيرا إديديا (رئيسة التحرير 2001-2002)
- ليف بالتسان (رئيس التحرير 2002-2005)
- سيرغي بودرازانسكي (القائم بأعمال رئيس التحرير 2005-2007)
- آنا ساداغورسكايا (رئيسة التحرير 2007-2014)
- داني سبكتور (رئيس التحرير 2014 إلى الوقت الحاضر) [بحاجة لمصدر]

## قضايا
في عام 2006، قُدِّم محرر صفحة الرأي في الصحيفة وأحد كتابها إلى المحكمة بسبب قصيدة عنصرية مزعومة نشرتها الصحيفة.   
في عام 2008 رفعت صحيفة كوميرسانت الروسية دعوى قضائية ضدها لإعادة نشر مقالاتها دون إذن أو إسناد مناسب.  وتُعتبر إعادة طباعة المقالات المنشورة في أماكن أخرى ممارسة شائعة في الصحافة الناطقة باللغة الروسية في إسرائيل وأماكن أخرى، وقد واجهت فيستي شكاوى مماثلة في الماضي.  